# 김보선 (야구인)
김보선(金普善, 1966년 3월 15일 ~ )은 KBO 리그의 투수이다.

## 출신학교
- 충암고등학교
- 한양대학교

## 통산기록
- 3시즌 방어율 5.58 4승 9패 2세이브 승률 0.308 상대타자 564 이닝 122.2 피안타 142 피홈런 9 실점 82